# Burg im Leimental
Burg im Leimental (en francés La Bourg) es una comuna suiza del cantón de Basilea-Campiña, situada en el distrito de Laufen. Limita al norte con la comuna de Wolschwiller (FR-68), al este con Metzerlen-Mariastein (SO), al sur con Röschenz y Kleinlützel (SO), y al oeste con Biederthal (FR-68).